# Acción Sindical Uruguaya – Instituto Nacional de Estudios Sociales
Die Acción Sindical Uruguaya – Instituto Nacional de Estudios Sociales (ASU – INES) ist eine uruguayische Nichtregierungsorganisation.
Die als gemeinnützige Vereinigung (Asociación civil sin fines de lucro) organisierte ASU – INES wurde 1960 durch den gewerkschaftlichen Dachverband CNT als sogenannter think-tank gegründet. Sie verfügt seit 1966 über eigene Rechtspersönlichkeit. Der Sitz der Organisation befindet sich in Montevideo. Die ASU – INES ist Mitglied der Asociación Nacional de Organizaciones No Gubernamentales (ANONG) und des Verbandes der NROs des Bereichs Umwelt. Auf internationaler Ebene ist man der Confederación Latinoamericana de Trabajadores (CLAT), der Confederación Mundial de Trabajadores (CMT), der Universidad de Trabajadores de América Latina (UTAL) und dem Instituto Nacional del Sur (INCASUR) angeschlossen. Generalsekretär ist Alberto Melgarejo.
Die ASU – INES betreibt Projekte in Kooperation mit der EU.